# 戈瓦尔丹
戈瓦尔丹（Govardhan），是印度北方邦Mathura县的一个城镇。总人口18512（2001年）。

## 人口
该地2001年总人口18512人，其中男性10109人，女性8403人；0—6岁人口3075人，其中男1650人，女1425人；识字率61.93%，其中男性为70.46%，女性为51.67%。